# Gran Premio de Alemania de Motociclismo de 1981
El Gran Premio de Alemania de Motociclismo de 1981 fue la tercera prueba de la temporada 1981 del Campeonato Mundial de Motociclismo. El Gran Premio se disputó los días 2 y 3 de mayo de 1981 en el Circuito de Hockenheim.

## Resultados 500cc
En 500cc, en el segundo Gran Premio de la temporada se impuso el estadounidense Kenny Roberts con su nueva Yamaha que entró por delante de su compatriota Randy Mamola y del italiano Marco Lucchinelli (ambos con Suzuki).
Roberts vuelve así al camino de la victoria después de 343 días sin conseguirlo.
| Pos.     | Piloto              | Equipo     | Tiempo    | Pts. |
| -------- | ------------------- | ---------- | --------- | ---- |
| 1        | Kenny Roberts       | Yamaha     | 42:04.70  | 15   |
| 2        | Randy Mamola        | Suzuki     | +0,44     | 12   |
| 3        | Marco Lucchinelli   | Suzuki     | +0,69     | 10   |
| 4        | Boet van Dulmen     | Yamaha     | +16,97    | 8    |
| 5        | Michel Frutschi     | Yamaha     | +31,61    | 6    |
| 6        | Barry Sheene        | Yamaha     | +32,56    | 5    |
| 7        | Hiroyuki Kawasaki   | Suzuki     | +35,39    | 4    |
| 8        | Jack Middelburg     | Suzuki     | +39,76    | 3    |
| 9        | Marc Fontan         | Suzuki     | +50,94    | 2    |
| 10       | Franco Uncini       | Suzuki     | +53,23    | 1    |
| 11       | Sadao Asami         | Yamaha     | +1:02.44  |      |
| 12       | Philippe Coulon     | Suzuki     | +1:04.07  |      |
| 13       | Graeme Crosby       | Suzuki     | +1:05.06  |      |
| 14       | Wil Hartog          | Suzuki     | +1:28.72  |      |
| 15       | Raymond Roche       | Yamaha     | +1:30.59  |      |
| 16       | Kimmo Kopra         | Suzuki     | +1:30.85  |      |
| 17       | Peter Sjöström      | Suzuki     | +1:34.31  |      |
| 18       | Walter Migliorati   | Suzuki     | +1:36.39  |      |
| 19       | Christian Estrosi   | Yamaha     | +1:40.01  |      |
| 20       | Henk de Vries       | Suzuki     | +2:01.84  |      |
| 21       | Sergio Pellandini   | Suzuki     | +2:05.11  |      |
| 22       | Alain Röthlisberger | Suzuki     | +2:05.11  |      |
| 23       | Josef Hage          | Yamaha     | +1 Vuelta |      |
| 24       | Michael Schmid      | Suzuki     | +1 Vuelta |      |
| 25       | Bernard Fau         | Yamaha     | +1 Vuelta |      |
| 26       | Dominique Pernet    | Yamaha     | +1 Vuelta |      |
| 27       | Gerhard Vogt        | Suzuki     | +1 Vuelta |      |
| 28       | Günter Dreier       | Yamaha     | +1 Vuelta |      |
| 29       | Marco Greco         | Yamaha     | +1 Vuelta |      |
| 30       | Virginio Ferrari    | Cagiva     | +1 Vuelta |      |
| Ret      | Giovanni Pelletier  | Suzuki     | Ret       |      |
| Ret      | Dave Potter         | Yamaha     | Ret       |      |
| Ret      | Stuart Avant        | Suzuki     | Ret       |      |
| Ret      | Kork Ballington     | Kawasaki   | Ret       |      |
| Ret      | Klaus Klein         | Suzuki     | Ret       |      |
| Ret      | Seppo Rossi         | Suzuki     | Ret       |      |
| Ret      | Mike Baldwin        | Yamaha     | Ret       |      |
| Ret      | Takazumi Katayama   | Honda      | Ret       |      |
| Ret      | Jon Ekerold         | Solo       | Ret       |      |
| Ret      | Stefan Klabacher    | Yamaha     | Ret       |      |
| Ret      | Wolfgang von Muralt | Yamaha     | Ret       |      |
| Ret      | Adelio Faccioli     | Suzuki     | Ret       |      |
| Ret      | Andreas Hofmann     | Suzuki     | Ret       |      |
| Ret      | Jean Lafond         | Yamaha     | Ret       |      |
| Ret      | Keith Huewen        | Suzuki     | Ret       |      |
| Ret      | Christian Sarron    | Yamaha     | Ret       |      |
| DNQ      | Graziano Rossi      | Morbidelli | DNQ       |      |
| DNQ      | Gustav Reiner       | Solo       | DNQ       |      |
| DNQ      | Peter Ammann        | FKN        | DNQ       |      |
| DNQ      | Carlo Perugini      | Sanvenero  | DNQ       |      |
| DNQ      | Steve Parrish       | Yamaha     | DNQ       |      |
| DNQ      | Jones Stuart        | Suzuki     | DNQ       |      |
| DNQ      | Hervé Guilleux      | Yamaha     | DNQ       |      |
| Sources: |                     |            |           |      |

## Resultados 350cc
Victoria para el piloto alemán Anton Mang seguido de los franceses Éric Saul y Thierry Espié. Curiosamente, los cuatro pilotos mejor clasificados en las pruebas de clasificación no terminaron la carrera. En la clasificación provisional del campeonato, después de haber tenido tres ganadores diferentes en las tres carreras, Mang ahora está en la cabeza.
| Pos. | Piloto              | Moto              | Tiempo     | Pts. |
| ---- | ------------------- | ----------------- | ---------- | ---- |
| 1    | Anton Mang          | Kawasaki          | 44'09"1    | 15   |
| 2    | Éric Saul           | Chevallier-Yamaha | 44'50"9    | 12   |
| 3    | Thierry Espié       | Bimota-Yamaha     | 44'58"0    | 10   |
| 4    | Keith Huewen        | Yamaha            | 45'01"46   | 8    |
| 5    | Pekka Nurmi         | Yamaha            | 45'02"31   | 6    |
| 6    | Roger Sibille       | Yamaha            | 45'03"39   | 5    |
| 7    | Graeme McGregor     | Yamaha            | 45'18"64   | 4    |
| 8    | Peter Looijesteijn  | Yamaha            | 45'37"40   | 3    |
| 9    | Edi Stöllinger      | Kawasaki          | 45'38"29   | 2    |
| 10   | Paolo Ferretti      | Yamaha            | 45'38"62   | 1    |
| 11   | Tony Rogers         | Yamaha            | 45'39"40   |      |
| 12   | Walter Hoffmann     | Yamaha            | 45'43"07   |      |
| 13   | Alan North          | Yamaha            | 45'45"67   |      |
| 14   | Jean-Louis Albera   | Yamaha            | 45'46"28   |      |
| 15   | Werner Hilbk        | Yamaha            | 45'48"56   |      |
| 16   | Clive Horton        | Yamaha            | 45'52"78   |      |
| 17   | René Delaby         | Yamaha            | 46'06"38   |      |
| 18   | Bruno Kneubühler    | Yamaha            | 46'09"95   |      |
| 19   | Martin Wimmer       | Yamaha            | 46'11"23   |      |
| 20   | Manfred Herweh      | Yamaha            | 46'12"41   |      |
| 21   | Bengt Elgh          | Yamaha            | 46'15"92   |      |
| 22   | Alois Tost          | Yamaha            | + 1 Vuelta |      |
| 23   | Heinz Chittka       | Yamaha            | + 1 Vuelta |      |
| 24   | Bodo Schmidt        | Yamaha            | + 1 Vuelta |      |
| 25   | Jacques Cornu       | Yamaha            | + 1 Vuelta |      |
| 26   | Reino Eskelinen     | Yamaha            | + 1 Vuelta |      |
| Ret  | Jon Ekerold         | Solo              | Ret        |      |
| Ret  | Patrick Fernandez   | Bimota-Yamaha     | Ret        |      |
| Ret  | Jean-François Baldé | Kawasaki          | Ret        |      |
| Ret  | Sauro Pazzaglia     | Yamaha            | Ret        |      |
| Ret  | Jeffrey Sayle       | Yamaha            | Ret        |      |
| Ret  | Graeme Geddes       | Bimota-Yamaha     | Ret        |      |
| Ret  | Tony Head           | Yamaha            | Ret        |      |
| Ret  | Carlos Lavado       | Yamaha            | Ret        |      |
| Ret  | Rinus van Kasteren  | Yamaha            | Ret        |      |
| Ret  | Vincenzo Cascino    | Yamaha            | Ret        |      |
| DNQ  | Hans Hansenbraten   | Yamaha            | DNQ        |      |
| DNQ  | Gustav Reiner       | Bimota Yamaha     | DNQ        |      |
| DNQ  | Alois Tost          | JGD-Yamaha        | DNQ        |      |
| DNQ  | Michael Schmied     | Yamaha            | DNQ        |      |
| DNQ  | János Drapál        | Bartol-Yamaha     | DNQ        |      |
| DNQ  | Jakob Beck          | Yamaha            | DNQ        |      |
| DNQ  | Jones Stuart        | Yamaha            | DNQ        |      |
| DNQ  | Harald Eckl         | Yamaha            | DNQ        |      |
| DNQ  | Manfred Goldstein   | Wibo-Yamaha       | DNQ        |      |
| DNQ  | Bernd Stief         | Wibo-Yamaha       | DNQ        |      |
| DNQ  | José de Faveri      | Yamaha            | DNQ        |      |

## Resultados 250cc
En el cuarto de litro, la segunda carrera de la temporada, el pilota alemán Anton Mang obtiene el triunfo por delante del venezolano Carlos Lavado y del suizo Roland Freymond. Entró en quinta posición el español Ángel Nieto, que suma los únicos puntos que conseguiría en alguna cilindrada superior a 125 cc.
| Pos. | Piloto                 | Moto              | Tiempo     | Pts. |
| ---- | ---------------------- | ----------------- | ---------- | ---- |
| 1    | Anton Mang             | Kawasaki          | 38'09.820  | 15   |
| 2    | Carlos Lavado          | Yamaha            | +32,850    | 12   |
| 3    | Roland Freymond        | Ad Majora         | +40,290    | 10   |
| 4    | Paolo Ferretti         | Yamaha            | +51,940    | 8    |
| 5    | Ángel Nieto            | Siroko-Rotax      | +52,510    | 7    |
| 6    | Richard Schlachter     | Yamaha            | +52,78     | 6    |
| 7    | Edi Stöllinger         | Kawasaki          | +53,370    | 4    |
| 8    | Bruno Kneubühler       | Rotax             | +53,620    | 3    |
| 9    | Jean-François Baldé    | Kawasaki          | +54,420    | 2    |
| 10   | Graeme McGregor        | Yamaha            | +1'04.860  | 1    |
| 11   | Graeme Geddes          | Yamaha            | + 1 Vuelta |      |
| 12   | Christian Estrosi      | Yamaha            | + 1 Vuelta |      |
| 13   | Jean-Louis Guignabodet | Kawasaki          | + 1 Vuelta |      |
| 14   | Maurizio Massimiani    | Ad Maiora         | + 1 Vuelta |      |
| 15   | André Gouin            | Yamaha            | + 1 Vuelta |      |
| 16   | Karl-Thomas Grässel    | Yamaha            | + 1 Vuelta |      |
| 17   | Martin Wimmer          | Yamaha            | + 1 Vuelta |      |
| 18   | Roger Sibille          | Yamaha            | + 1 Vuelta |      |
| 19   | Gianpaolo Marchetti    | MBA               | + 1 Vuelta |      |
| 20   | Franco Marchegiani     | Yamaha            | + 1 Vuelta |      |
| 21   | Massimo Matteoni       | Tre Stelle        | + 1 Vuelta |      |
| 22   | Walter Hoffmann        | Yamaha            | + 1 Vuelta |      |
| 23   | Didier de Radiguès     | Yamaha            | + 1 Vuelta |      |
| 24   | Jürgen Schmit          | Yamaha            | + 1 Vuelta |      |
| 25   | Clive Horton           | Armstrong         | + 1 Vuelta |      |
| 26   | Etienne Geeraerd       | Yamaha            | + 1 Vuelta |      |
| 27   | Bernd Schappacher      | Rotax             | + 1 Vuelta |      |
| 28   | Johnny Scott           | Yamaha            | + 1 Vuelta |      |
| 29   | Franz Schwarz          | Yamaha            | + 1 Vuelta |      |
| 30   | Gerhard Vogt           | Rotax             | + 1 Vuelta |      |
| Ret  | Patrick Fernandez      | Bimota-Yamaha     | Ret        |      |
| Ret  | Herbert Hauf           | FKN               | Ret        |      |
| Ret  | Tony Head              | Yamaha            | Ret        |      |
| Ret  | Loris Reggiani         | Bimota-Yamaha     | Ret        |      |
| Ret  | Eddie Lawson           | Kawasaki          | Ret        |      |
| Ret  | Pekka Nurmi            | Yamaha            | Ret        |      |
| Ret  | Sauro Pazzaglia        | MBA               | Ret        |      |
| Ret  | Pierre Tocco           | Yamaha            | Ret        |      |
| Ret  | Thierry Espié          | Chevallier-Yamaha | Ret        |      |
| Ret  | Jean-Louis Tournadre   | Yamaha            | Ret        |      |
| Ret  | Klaas Hernamdt         | Yamaha            | Ret        |      |
| Ret  | Michael Lederer        | Yamaha            | Ret        |      |
| Ret  | Sadao Asami            | Yamaha            | Ret        |      |
| Ret  | Stefan Jannsen         | Yamaha            | Ret        |      |
| Ret  | Peter Looijesteijn     | Yamaha            | Ret        |      |

## Resultados 125cc
Tercer triunfo consecutivo del piloto español Ángel Nieto que lidera la clasificación general con una buena ventaja sobre los suizos Stefan Dörflinger y Hans Müller, que fueron segundo y tercero respectivamente.
| Pos. | Piloto              | Moto       | Tiempo     | Pts. |
| ---- | ------------------- | ---------- | ---------- | ---- |
| 1    | Ángel Nieto         | Minarelli  | 35'51"9    | 15   |
| 2    | Stefan Dörflinger   | MBA        | + 10,880   | 12   |
| 3    | Hans Müller         | MBA        | +13,070    | 10   |
| 4    | Gert Bender         | Bender     | +19,180    | 8    |
| 5    | Thierry Noblesse    | MBA        | +56,990    | 6    |
| 6    | Henk van Kessel     | EGA        | +1' 15,340 | 5    |
| 7    | János Drapál        | Morbidelli | +1' 22,920 | 4    |
| 8    | Johnny Wickström    | MBA        | +1' 25,800 | 3    |
| 9    | Joe Genoud          | MBA        | +1' 26,330 | 2    |
| 10   | Alfred Waibel       | MBA        | +1' 27,640 | 1    |
| 11   | Stefan Janssen      | MBA        | + 1 Vuelta |      |
| 12   | Erich Klein         | Morbidelli | + 1 Vuelta |      |
| 13   | Jacky Hutteau       | Afam       | + 1 Vuelta |      |
| 14   | Maurizio Vitali     | MBA        | + 1 Vuelta |      |
| 15   | Michel Galbit       | MBA        | + 1 Vuelta |      |
| 16   | Anton Straver       | MBA        | + 1 Vuelta |      |
| 17   | Willy Pérez         | MBA        | + 1 Vuelta |      |
| 18   | Jan Huberts         | Sanvenero  | + 1 Vuelta |      |
| 19   | Norbert Peschke     | MBA        | + 1 Vuelta |      |
| 20   | Zbyněk Havrda       | MBA        | + 1 Vuelta |      |
| 21   | Robert Bauer        | Morbidelli | + 1 Vuelta |      |
| 22   | Theo Timmer         | MBA        | + 1 Vuelta |      |
| 23   | Walter Kaletsch     | Morbidelli | + 1 Vuelta |      |
| 24   | Chris Baert         | MBA        | + 1 Vuelta |      |
| 25   | François Wirtz      | MBA        | + 1 Vuelta |      |
| 26   | Frédéric Michel     | MBA        | + 1 Vuelta |      |
| Ret  | Per-Edvard Carlsson | MBA        | Ret        |      |
| Ret  | Loris Reggiani      | Minarelli  | Ret        |      |
| Ret  | Guy Bertin          | Sanvenero  | Ret        |      |
| Ret  | Ricardo Tormo       | Sanvenero  | Ret        |      |
| Ret  | Pier Paolo Bianchi  | MBA        | Ret        |      |
| Ret  | Jean-Claude Selini  | MBA        | Ret        |      |
| Ret  | Hans-Jürgen Hummel  | MBA        | Ret        |      |
| Ret  | August Auinger      | MBA        | Ret        |      |
| Ret  | Eugenio Lazzarini   | Iprem      | Ret        |      |
| Ret  | Jacques Bolle       | Motobécane | Ret        |      |
| Ret  | Alojz Pavlič        | MBA        | Ret        |      |
| Ret  | Olivier Liégeois    | MBA        | Ret        |      |
| Ret  | Dirk Hafeneger      | MBA        | Ret        |      |
| Ret  | Yves Dupont         | MBA        | Ret        |      |
| Ret  | Jean-Claude Selini  | MBA        | Ret        |      |
| Ret  | Werner Steege       | Bender     | Ret        |      |
| Ret  | Günter Straemski    | MBA        | Ret        |      |
| Ret  | Reiner Koster       | MBA        | Ret        |      |

## Resultados 50cc
En la categoría de menor cilindrada, fue la primera prueba de la temporada y se disputó el sábado. El triunfo fue para el suizo Stefan Dörflinger (subcampeón del pasado Mundial), que entró por delante del austríaco Hans-Jürgen Hummel y el alemán Rainer Kunz.
| Pos. | Piloto              | Moto         | Tiempo     | Pts. |
| ---- | ------------------- | ------------ | ---------- | ---- |
| 1    | Stefan Dörflinger   | Kreidler     | 29'17"410  | 15   |
| 2    | Hans-Jürgen Hummel  | Sachs        | 30'18"910  | 12   |
| 3    | Rainer Kunz         | Kreidler     | 30'22"390  | 10   |
| 4    | Otto Machinek       | Kreidler     | 30'32"790  | 8    |
| 5    | George Looijesteijn | Kreidler     | 30'34"990  | 6    |
| 6    | Kasimir Rapczynski  | Kreidler     | + 1 Vuelta | 5    |
| 7    | Gerhard Bauer       | Kreidler     | + 1 Vuelta | 4    |
| 8    | Claudio Lusuardi    | Moto Villa   | + 1 Vuelta | 3    |
| 9    | Klaus Kull          | Kreidler     | + 1 Vuelta | 2    |
| 10   | Herbert Engelhardt  | Kreidler     | + 1 Vuelta | 1    |
| 11   | Yves le Toumelin    | TYL          | + 1 Vuelta |      |
| 12   | Joaquim Galí        | Bultaco      | + 1 Vuelta |      |
| 13   | Ramon Galí          | Kreidler     | + 1 Vuelta |      |
| 14   | Dieter Göppner      | Kreidler     | + 1 Vuelta |      |
| 15   | Jos van Dongen      | Kreidler     | + 1 Vuelta |      |
| 16   | Bruno Di Carlo      | MDC          | + 1 Vuelta |      |
| 17   | Reiner Koster       | Malanca      | + 1 Vuelta |      |
| 18   | Peter Verbic        | Kreidler     | + 1 Vuelta |      |
| 19   | Chris Baert         | CVD          | + 1 Vuelta |      |
| 20   | Henry Nagel         | Kreidler     | + 1 Vuelta |      |
| Ret  | Ricardo Tormo       | Bultaco      | Ret        |      |
| Ret  | Rolf Blatter        | Kreidler     | Ret        |      |
| Ret  | Hagen Klein         | Kreidler     | Ret        |      |
| Ret  | Theo Timmer         | Bultaco      | Ret        |      |
| Ret  | Henk van Kessel     | Kreidler     | Ret        |      |
| Ret  | Yves Dupont         | ABF          | Ret        |      |
| Ret  | Ingo Emmerich       | Kreidler     | Ret        |      |
| Ret  | Günter Schirnhofer  | Kreidler     | Ret        |      |
| Ret  | Franz Ungar         | Kreidler     | Ret        |      |
| Ret  | Uli Merz            | Kreidler     | Ret        |      |
| Ret  | Lothar Vogel        | Kreidler     | Ret        |      |
| Ret  | Peter Verbič        | Kreidler     | Ret        |      |
| Ret  | Enrico Cereda       | Kreidler     | Ret        |      |
| Ret  | Gerhard Singer      | Kreidler     | Ret        |      |
| Ret  | Reiner Scheidhauer  | Kreidler     | Ret        |      |
| Ret  | Gerhard Boehl       | GBS-Kreidler | Ret        |      |